# Wentworth (Nowa Południowa Walia)

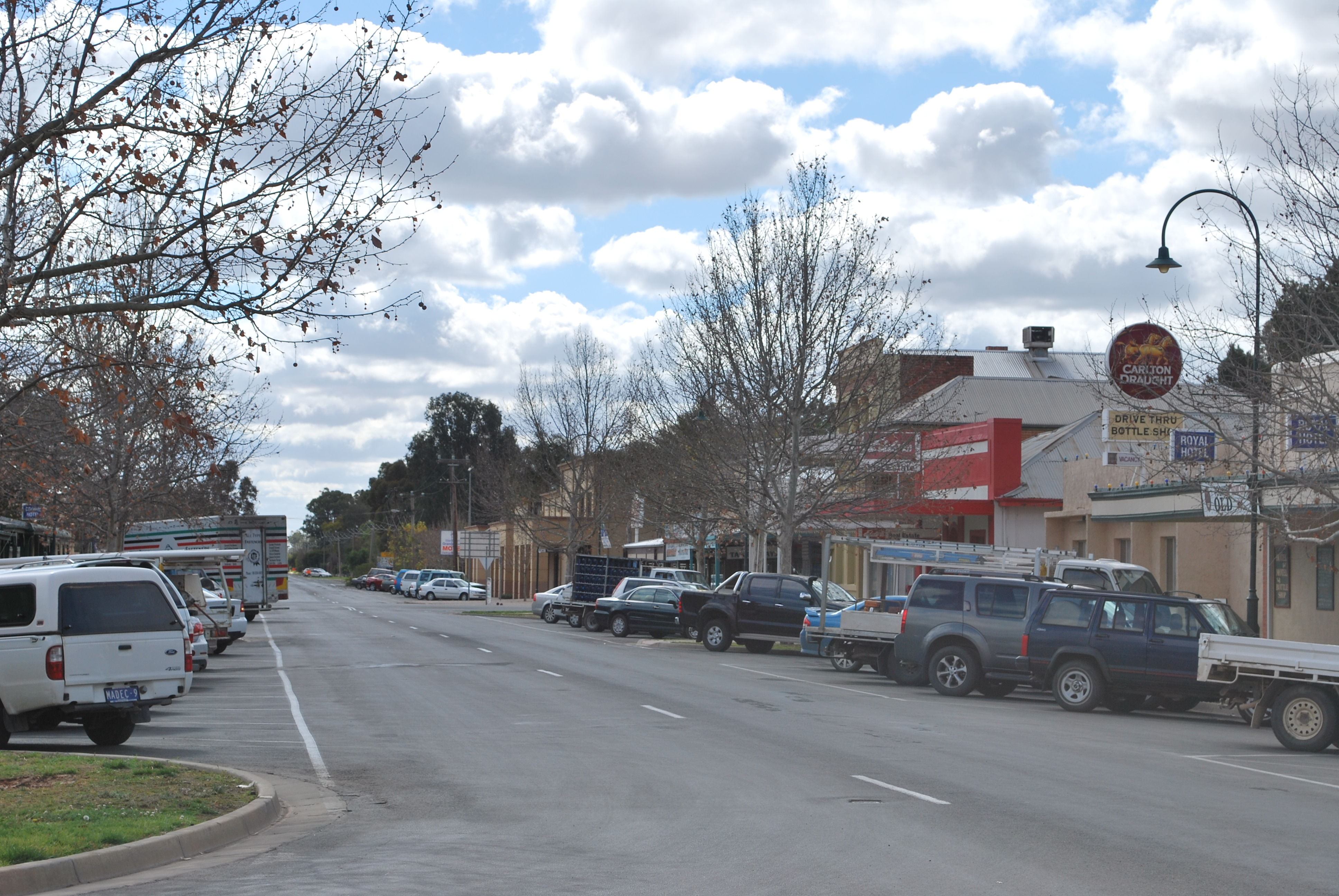
Główna ulica w Wentworth

Wentworth – miejscowość w stanie Nowa Południowa Walia położona u zbiegu rzek Murray i Darling.
Miejscowość została założona ok. 1855 pod nazwą Moorna, w 1860 nazwę zmieniono na dzisiejszą, pochodzi ona od nazwiska australijskiego odkrywcy i polityka Williama Wentwortha.
W 2006 Wentworth zamieszkiwało ponad 1300 osób